# روي ماركيز
مانويل روي ماركيز (بالبرتغالية: Manuel Rui Marques‏)، من مواليد 3 سبتمبر 1977 في لواندا في أنغولا، لاعب كرة قدم أنغولي.
بدأ مسيرته الكروية مع نادي بادن في موسم 1998/1999، ولعب معهم 27 مباراة، وفي موسم 1999/2000 انتقل إلى نادي أس أس في، ولعب معهم 32 مباراة، وفي موسم 2000/2001 انتقل إلى نادي هيرتا برلين الألماني، ولعب معهم مباراة واحدة، وفي عام 2001 انتقل إلى نادي شتوتغارت الألماني، ولعب معهم حتى عام 2004، وشارك معهم في 47 مباراة، وفي موسم 2004/2005 انتقل إلى نادي ماريتيمو البرتغالي، ولعب معهم 8 مباريات، وفي عام 2005 انتقل إلى نادي ليدز يونايتد الإنجليزي، وهو يلعب معهم حتى الآن، وفي عام 2006 أعير إلى نادي هل سيتي، وشارك معهم في مباراة واحدة.
منذ عام 2006 وهو يلعب مع منتخب أنغولا لكرة القدم.

## روابط خارجية
- روي ماركيز على موقع قاعدة بيانات كرة القدم.إي يو (الإنجليزية)
- روي ماركيز على موقع بيانات كرة القدم. دي إي (الألمانية)
- روي ماركيز على موقع ناشيونال فوتبول تيمز (الإنجليزية)
- روي ماركيز على موقع Soccerbase.com (لاعب) (الإنجليزية)
- روي ماركيز على موقع Soccerway.com (الإنجليزية)
- روي ماركيز على موقع عالم كرة القدم.نت (الإنجليزية)